# Jean-Baptiste Le Moyne de Bienville
Pour les articles homonymes, voir Jean-Baptiste Lemoyne, Le Moyne et Bienville (homonymie).
Jean-Baptiste Le Moyne de Bienville, né le 23 février 1680 à Montréal (Nouvelle-France) et mort le 7 mars 1767 à Paris (paroisse Saint-Eustache), appelé aussi Sieur de Bienville ou encore Lemoine de Bienville, est un explorateur canadien de Montréal, gouverneur de la Louisiane à cinq reprises. Il est connu pour avoir été le fondateur de La Nouvelle-Orléans.

## Biographie
Natif de Montréal où il est baptisé le 23 février 1680, dans la colonie du Canada en Nouvelle-France, Jean-Baptiste Le Moyne de Bienville est considéré comme le « père de la Louisiane » où il domina pendant des décennies la scène politique de la colonie. Son père, Charles Le Moyne, originaire de Longueil près de Dieppe en Normandie, émigra à Montréal où il s'illustra comme défenseur de la cause française face aux Britanniques. Anobli par Louis XIV, Charles Lemoine est devenu le Sieur Lemoine (ou Le Moyne) de Longueuil. Jean-Baptiste Le Moyne de Bienville est également le plus jeune frère de l'explorateur Pierre Le Moyne d'Iberville. Il tient son dit nom, de- Bienville, d'un des villages nommés Bienville, probablement en Picardie, situé dans l'actuel département de l'Oise.
En 1699, les deux frères, Jean-Baptiste Le Moyne de Bienville et Pierre Le Moyne d'Iberville fondèrent une première colonie au fort Maurepas (aujourd'hui Ocean Springs, tout près de Biloxi). De 1699 à 1702, Pierre Le Moyne d'Iberville fut gouverneur de la Louisiane française. Son frère lui succède à ce poste de 1702 à 1713, puis il est de nouveau gouverneur de 1716 à 1724 et encore de 1733 à 1743.
En 1707, le roi de France, Louis XIV nomme le capitaine des troupes de Marine, Nicolas Daneau de Muy, gouverneur de la Louisiane française en remplacement de Jean-Baptiste Le Moyne de Bienville. Nicolas Daneau de Muy embarque de France à destination de l'Amérique, mais il meurt en mer, en janvier 1708, au large de La Havane avant de pouvoir débarquer au fort Louis de la Mobile et prendre la succession de Bienville. Ce dernier reprend alors la continuité de la charge de gouverneur de la Louisiane française.

## Le fondateur de La Nouvelle-Orléans

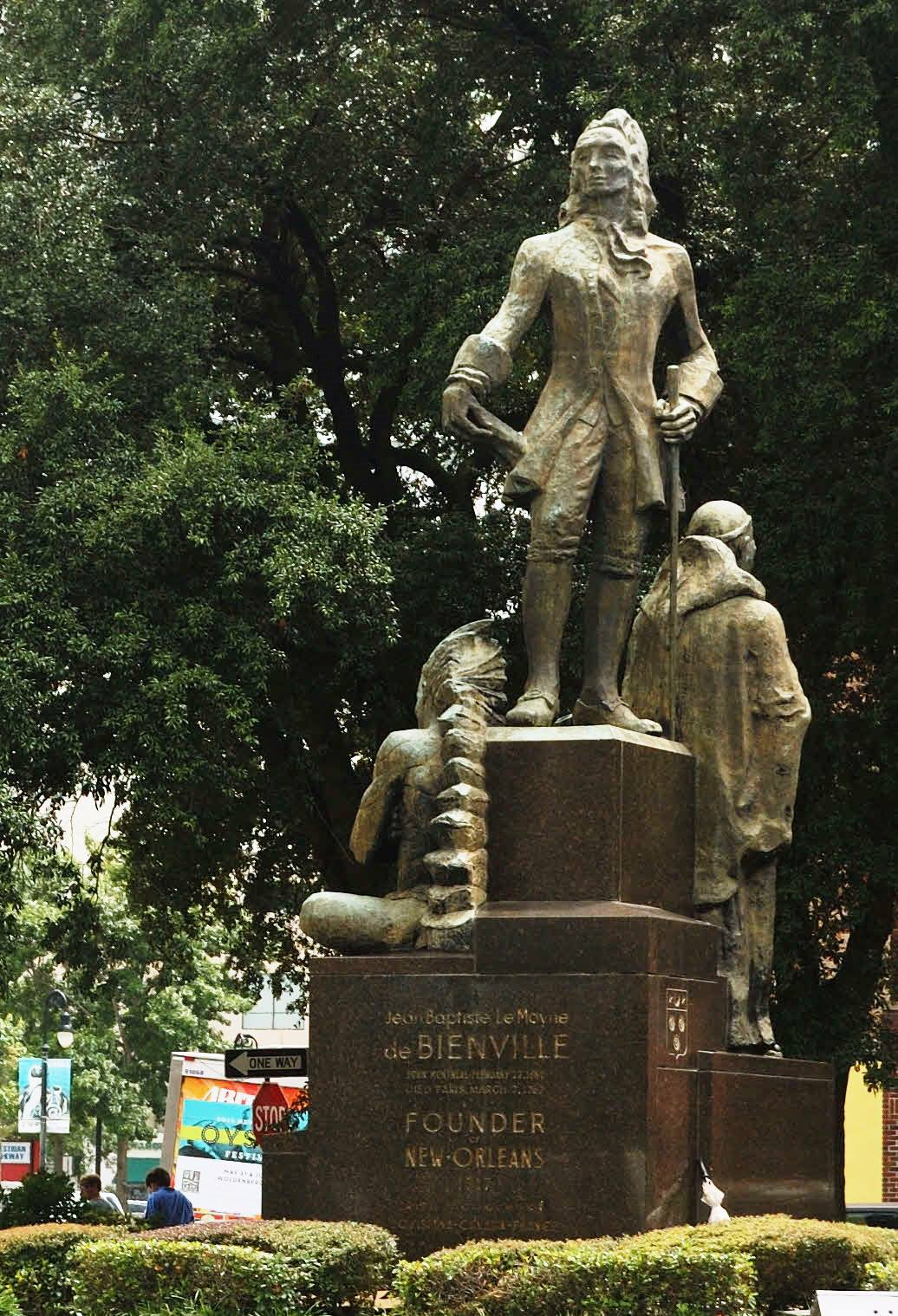
Monument à la mémoire de Jean-Baptiste Le Moyne de Bienville, Nouvelle-Orléans, Louisiane.

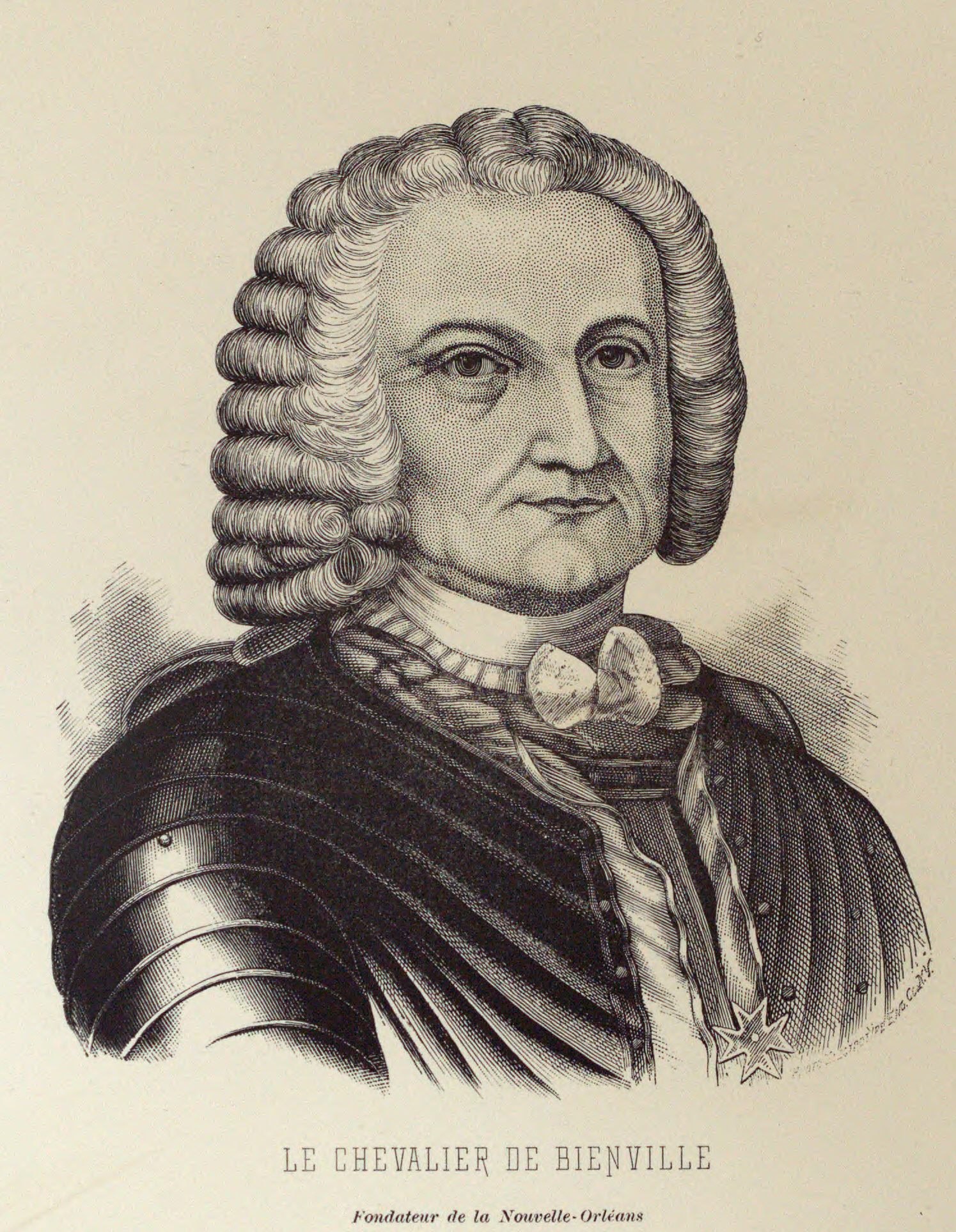
Jean-Baptiste Le Moyne dans lHistoire des Canadiens-Français de Benjamin Sulte.

En 1718, Jean-Baptiste Le Moyne de Bienville commande une expédition française en Louisiane. Il fonde auprès du fleuve Mississippi la ville de La Nouvelle-Orléans, ainsi nommée en hommage au régent, le duc d’Orléans. C'est l’architecte Adrien de Pauger qui en dessinera le plan avec des rues à angle droit (Le Vieux Carré).
En 1719, il participe à la prise de Pensacola contre les Espagnols.

## Fin de vie à Paris

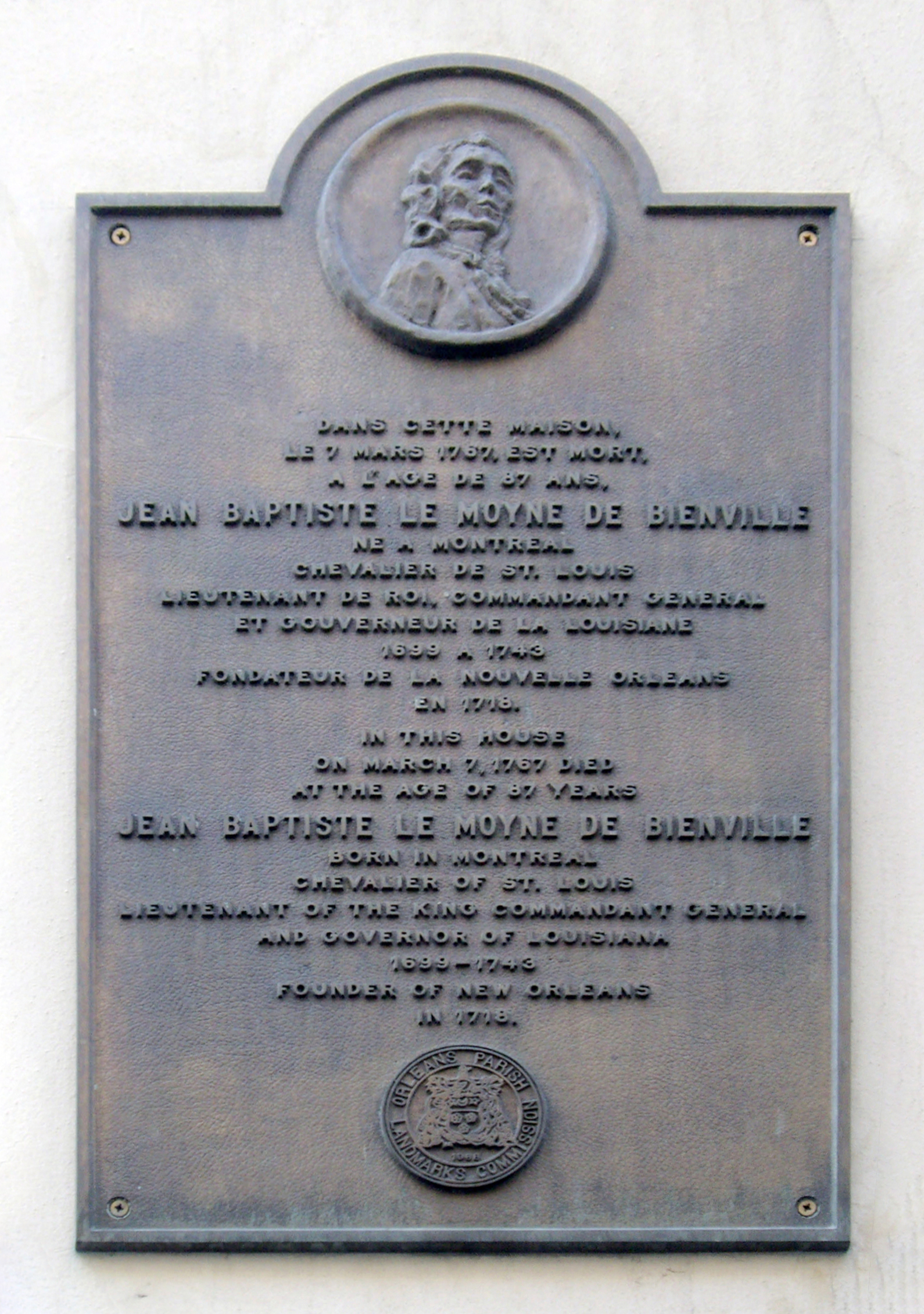
Plaque Le Moyne de Bienville, 17 rue Vivienne à Paris

Jean-Baptiste Le Moyne de Bienville meurt le 7 mars 1767 au 17 rue Vivienne à Paris et ses obsèques sont célébrées dans l'église Saint-Eustache de Paris. Une plaque commémorative a été installée sur la façade de l'immeuble où est mort le fondateur de La Nouvelle-Orléans et où on peut lire ce texte : « Dans cette maison, le 7 mars 1767, est mort, à l'âge de 87 ans, Jean-Baptiste Le Moyne de Bienville, né à Montréal, chevalier de Saint-Louis, lieutenant du Roi, commandant général et gouverneur de la Louisiane, 1699 à 1743, fondateur de la Nouvelle-Orléans en 1718. Orleans Parish Landmarks Commission. »

## Hommages
L'avenue De Bienville a été nommée en son honneur, en 1933, dans la ville de Québec.